# Andrea Gritti

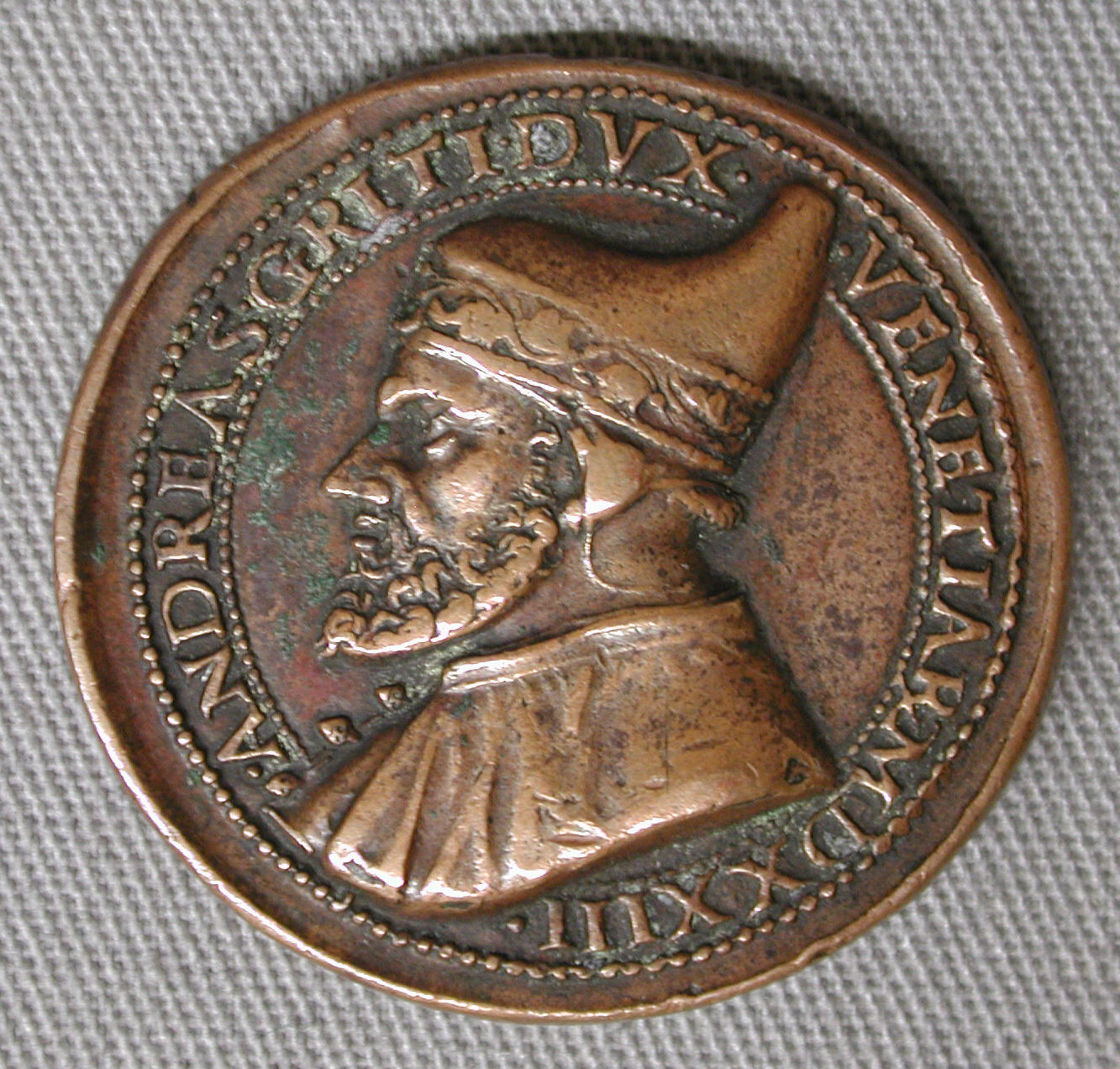
Andrea Spinelli, medaglia di Andrea Gritti, 1534.

Andrea Gritti (Bardolino, 17 aprile 1455 – Venezia, 28 dicembre 1538) è stato un mercante, militare e politico italiano e 77º doge della Repubblica di Venezia dal 1523 alla morte.

## Biografia

### Infanzia ed educazione

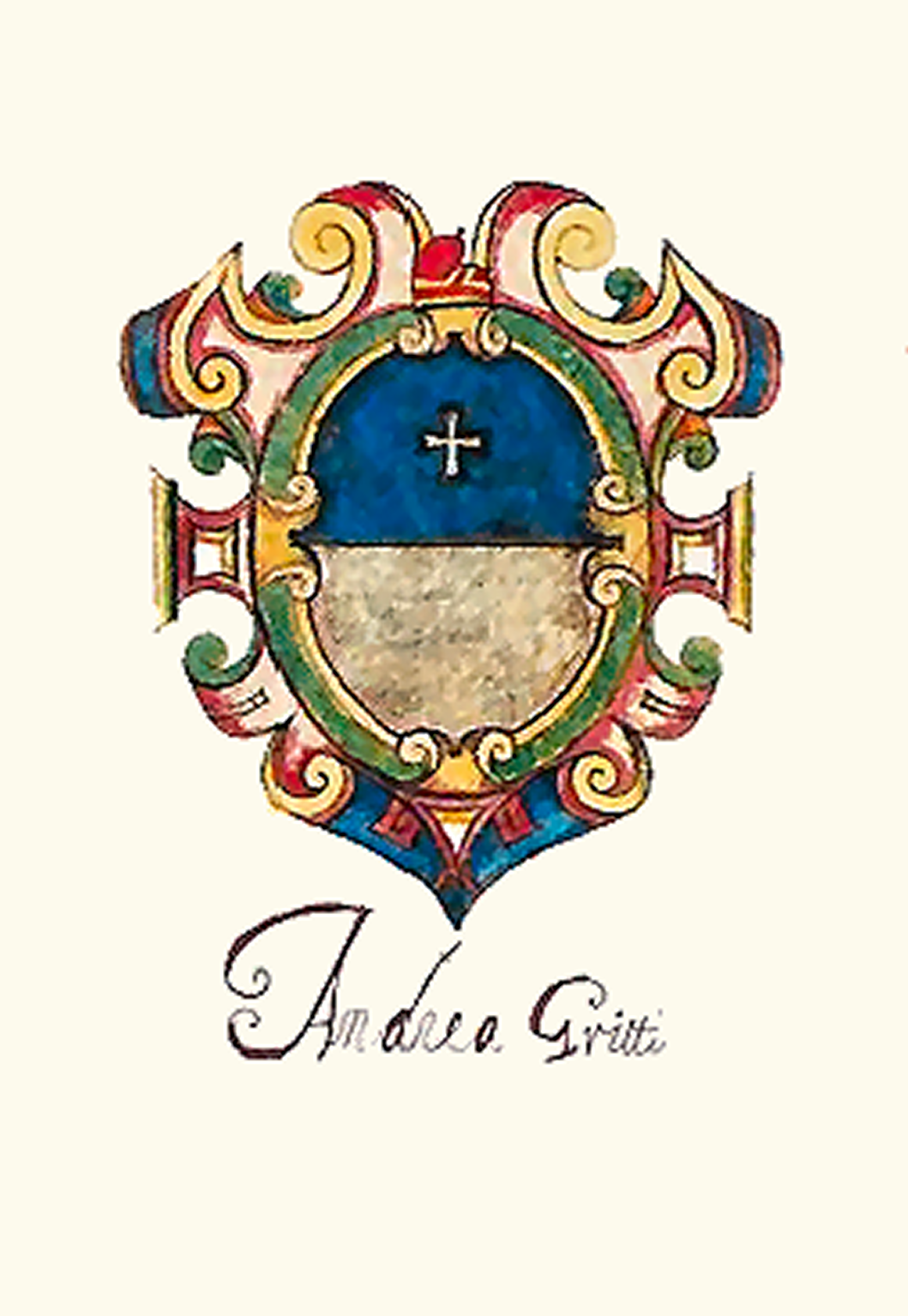
Stemma di Andrea Gritti

Nacque da Francesco di Triadano Gritti e da Vienna di Paolo Zane. Dopo la prematura morte del padre, la madre si risposò con Giacomo di Dario Malipiero, dal quale ebbe altri tre figli - Paolo, Michele e Maria  - che Andrea amò come fratelli di sangue. 
Fu cresciuto dal nonno paterno che, dopo averlo educato privatamente, lo mandò a perfezionarsi a Padova. Inoltre, lo volle al suo seguito durante alcune missioni diplomatiche in Inghilterra, Francia e Spagna.

### Matrimonio
Appena ventunenne sposò Benedetta di Luca Vendramin che tuttavia morì nello stesso anno dando alla luce il suo unico figlio legittimo, Francesco.

### A Costantinopoli
Dopo questo evento, lasciò Venezia per stabilirsi a Costantinopoli dove si occupò essenzialmente di commerci (specialmente di granaglie). Acquistò una casa a Pera e qui convisse con una donna greca dalla quale ebbe quattro figli naturali, Alvise, Giorgio, Lorenzo e Pietro.
Il periodo trascorso in Turchia fu assolutamente proficuo: favorito dai successi commerciali, riuscì a guadagnarsi la stima della comunità veneziana - di cui diventò sostanzialmente il capo - e degli stessi Ottomani, stabilendo un legame privilegiato con il gran visir Hersekli Ahmed Pascià, genero del sultano Bayezid II.
Le cose si complicarono nel 1492, quando il bailo veneziano Girolamo Marcello fu espulso con l'accusa di spionaggio e, pur non assumendo alcuna carica ufficiale, il Gritti ne divenne di fatto il sostituto. Lui stesso prese a inviare al Senato informazioni cifrate sulla consistenza delle truppe ottomane e sui loro movimenti, ma le lettere vennero presto intercettate: nell'agosto del 1499 venne rinchiuso alle Sette Torri e solo l'amicizia con il gran visir e la stima del sultano gli risparmiarono il patibolo.
Trascorse in carcere circa 32 mesi, uscendone con altri mercanti veneziani solo al termine delle ostilità fra le parti. Tornato a Venezia, grazie alle sue conoscenze risultò l'uomo più adatto per trattare con i Turchi: fu latore della lettera dogale del 22 maggio 1503 inviata al sultano e, tornando, della risposta ottomana al doge, che lesse in Senato il 2 dicembre.

### Carriera politica e militare
A quasi cinquant'anni, il Gritti lasciò per sempre le attività mercantili - che lo avevano reso ricchissimo - per intraprendere una folgorante carriera politica. Iniziò sedendo nella commissione incaricata di stabilire il risarcimento nei confronti dei mercanti veneti di Costantinopoli, cui seguirono gli incarichi di consigliere ducale per il sestiere di Castello, di membro della commissione finanziaria aggiunta al Consiglio dei Dieci, di diplomatico presso papa Giulio II (1505-1506) e di capo del Consiglio dei Dieci.
Con il deteriorarsi dei rapporti tra Venezia e l'impero alla vigilia della guerra della Lega di Cambrai (invasione del Cadore del 1508), fu nominato provveditore generale con Giorgio Corner. In questa veste si occupò di ispezionare passi e fortificazioni specialmente in Trentino. Nuovamente nel Consiglio dei Dieci quale savio, il 12 aprile 1509 divenne procuratore di San Marco de supra. Ancora provveditore generale in campo, affiancò Bartolomeo d'Alviano nei sopralluoghi di artiglierie e appostamenti difensivi, raggiunse nel Bresciano Niccolò Orsini con 1500 fanti e condusse altri 2000 uomini a Cremona assediate. Dotato di uno spirito forte e di un fisico vigoroso, riuscì a sopportare la vita militare con notti all'aperto e lunghi spostamenti a cavallo.
Partecipò alla disastrosa battaglia di Agnadello del 14 maggio, da cui riuscì a riparare a Orzinuovi recando la bandiera di San Marco ormai lacera, che verrà esposta nella chiesa dei Santi Giovanni e Paolo.
Deciso alla resistenza, il 17 luglio guidò la riconquista di Padova e il 19 del suo castello. Si occupò, nei giorni successivi, della repressione dei cittadini ribelli, con arresti, esecuzioni, confische ed esili. Impedì, tuttavia, che i Veneziani si abbandonassero al saccheggio ed ebbe parole di lode per i contadini volontari che affiancavano l'esercito regolare, per i quali suggerì, in una lettera del 23 luglio, un giusto riconoscimento da parte della Repubblica; il governo rispose con l'esenzione quinquennale delle tasse, l'eliminazione delle pendenze fiscali e la cancellazione dei debiti.
Il 20 agosto iniziò i preparativi per fronteggiare l'assedio imperiale, addossando ai cittadini padovani il pagamento degli operai (perlopiù di estrazione popolare) impegnati nell'allestimento delle difese. All'inizio di ottobre, tuttavia, Massimiliano d'Asburgo rinunciò all'attacco e quindi il Gritti poté uscire da Padova per occupare Soave, bloccando i Francesi che tentavano di riprenderla.
Dopo questi eventi, durante i quali si era distinto non tanto per le abilità belliche, quanto per il vigore e il carisma esercitato sui soldati e il popolo, chiese di poter rientrare a Venezia. Il 14 gennaio 1510, il governo gli negò il consenso; anzi, con la morte, il 26 gennaio, del capitano generale Niccolò Orsini gli fu proposto di sostituirlo, ma preferì rifiutare.
Le sue aspirazioni erano infatti altre: infatti, quando nel 1511 il doge Leonardo Loredan cadde malato, iniziò a fare pressione sul Consiglio dei Dieci (dove sedevano amici e parenti) perché potessero tessere parole di elogio sui suoi meriti. Il doge, tuttavia, si ristabilì e il Gritti dovette rinunziare per il momento al soglio ducale.
Sul finire del dicembre 1511 fu impegnato lungo l'Isonzo, quindi partecipò all'assedio di Brescia, dove entrò all'inizio del febbraio 1512 alla testa delle truppe, in quanto il comandante Giampaolo Baglioni era ammalato. Dopo questo evento nominò uno dei suoi figli naturali, Lorenzo, contabile della podesteria appena ripristinata.

### Prigionia
Il successo di Brescia fu però momentaneo: i Francesi, asserragliati nel castello e appoggiati da truppe esterne, il 19 febbraio riuscirono a riprendere la città e a fare prigioniero il Gritti durante il sacco di Brescia. Portato a Pavia e quindi rinchiuso nel castello Sforzesco di Milano, fu trattato con riguardo da Gian Giacomo Trivulzio che gli prospettò la possibilità di un accordo. Fu lo stesso Gritti a inviare una lettera al Consiglio dei Dieci con la proposta, ma la risposta, vincolata dall'alleanza con il papa, fu negativa.
Passato nelle mani di Luigi XII di Francia, visse a corte in una prigionia dorata, godendo della stima del sovrano che spesso si intratteneva in conversazione con lui. Finalmente, il 26 novembre 1512, il pontefice passò dalla parte dell'imperatore e la Serenissima concluse con la Francia un'alleanza. Fu proprio il Gritti a sottoscrivere l'accordo, il 23 marzo, e il 2 maggio fu autorizzato dalla Repubblica ad unirsi all'esercito francese.

### Ritorno a Venezia
Dopo aver partecipato al fallimentare assedio di Novara, decise di tornare a Venezia passando per Alba e Savona. Raggiunta Genova, fu costretto a riparare a Torriglia in quanto ricercato dai Fregoso, vicini alla Spagna, e poi a Sarzana. Da qui riuscì a raggiungere Ferrara - attraverso Pietrasanta, Lucca, Pistoia e Bologna - e via Po raggiunse la laguna, dove sbarcò la mattina del 1º luglio. Subito raggiunse il Collegio dove fu accolto con il massimo degli onori e venne al contempo nominato Savio del Consiglio.

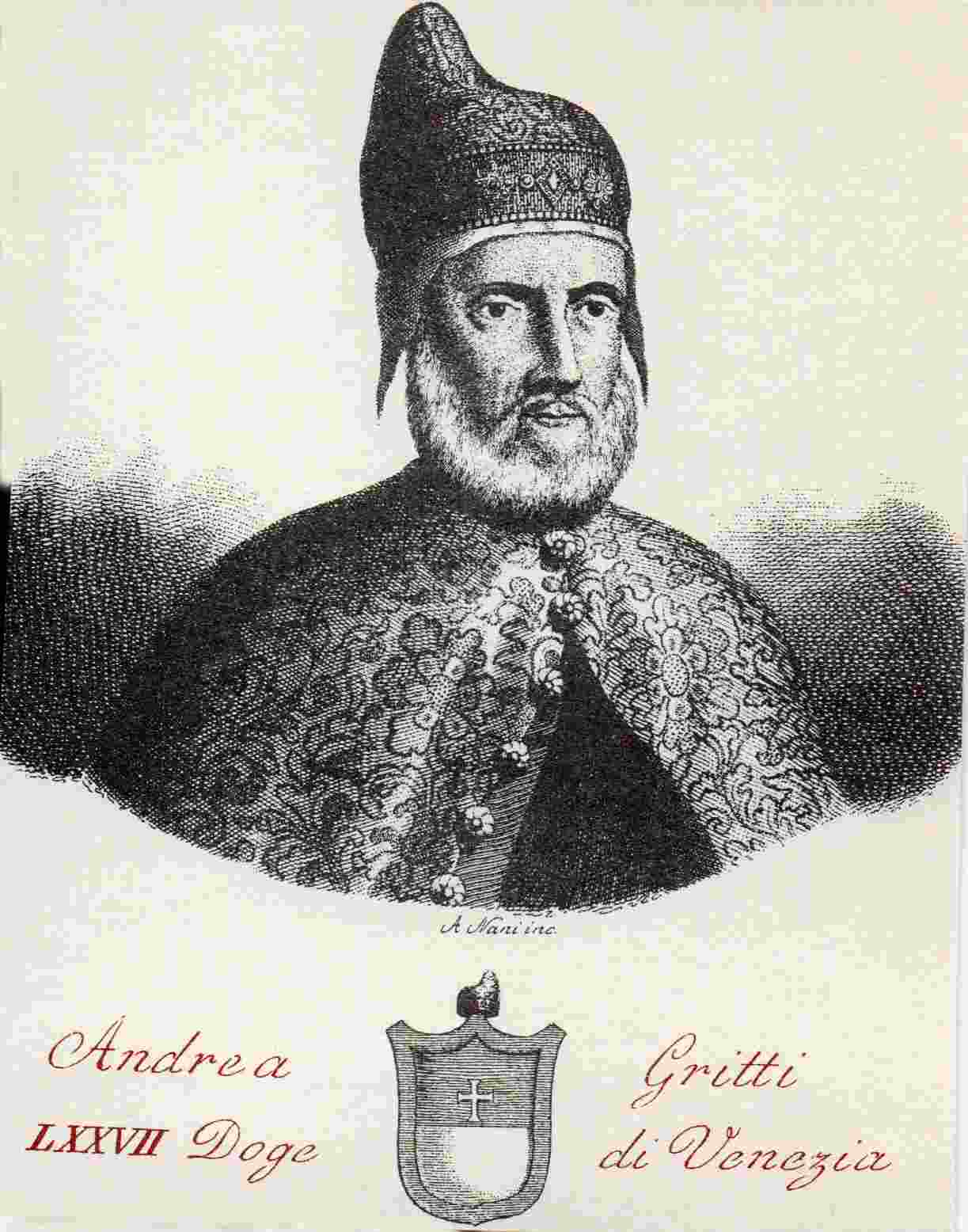

Ma già il 5 luglio una lettera di Bartolomeo d'Alviano chiese il suo ritorno in guerra. L'8 luglio fu eletto provveditore generale a Padova, cinta d'assedio dalle forze imperiali, partendo alla volta della città il giorno seguente. Dopo aver sovrinteso con grande impegno alla difesa della città (trascorreva le notti, sveglio o dormendo, sotto porta Santa Croce), il 23 agosto, con l'allentarsi della stretta nemica, tornò a Venezia per attendere al suo mandato di Savio.
Il 4 ottobre era di nuovo sul campo di battaglia, prendendo parte alla battaglia di Creazzo del 7, dove rimase con la retroguardia. L'evento fu una disfatta per i Veneziani; ma il Gritti, pur disarcionato da cavallo e con una storta al piede, raggiunse Padova dove prese a coordinare la riorganizzazione delle truppe. Ma lo scontro guastò definitivamente i rapporti con l'Alviano, considerato dall'altro eccessivamente irruento a fronte di una scarsa base tattica.
Il governo lo allontanò dal rivale, nominandolo, il 20 maggio 1514, capitano generale da Mar. In realtà il Gritti non prese il comando della flotta, ma restò a Venezia, dove fu di nuovo savio del Consiglio ed entrò nella zonta del Consiglio dei dieci.
Il 13 novembre entrò a Milano come membro di una legazione inviata presso re Francesco I di Francia, con cui trattò direttamente. Nominato di nuovo provveditore generale in campo il 26 gennaio 1516, partecipò alla ripresa di Brescia del 26 maggio seguente. Nel periodo successivo si occupò di questioni economiche, arrivando a vendere i beni comunali di Bergamo per fare fronte a due prestiti che la città era stata costretta a contrarre, mentre a Orzivecchi concesse un mercato generale con merci sgravate dai dazi.
Il 24 gennaio 1517 entrò a Verona, riconquistata da pochi giorni. Tornò a Venezia a metà marzo, non senza passare per Treviso per verificarne le fortificazioni. Il 16 marzo riferì in Senato sul proprio mandato di provveditore.
Sedette poi in una commissione per il rimborso dei prestiti, che decise l'affrancazione graduale dei tre Monti di Pietà veneziani, nonché l'estrazione a sorte dalle cedole con cui ricominciare il pagamento degli interessi.
Il 14 novembre 1520 fu incaricato di incontrare l'ambasciatore ottomano, che riportò l'irritazione per un incidente accaduto a Corone. A fine febbraio 1521 non viene accolta la sua proposta di accompagnare l'ambasciatore straordinario a Costantinopoli con un lauto donativo per il nuovo sultano Solimano, assegnandogli un donativo ben più ridotto.
Questo episodio dimostra come il Gritti non godesse ancora di una considerazione tale da vedere approvate tutte le sue indicazioni. Così, in occasione dell'elezione del successore di Leonardo Loredan, non ottenne un numero di voti sufficienti. Tra gli oppositori più accaniti spiccava Alvise Priuli, che in più occasioni denunciò in Senato il comportamento presuntuoso e autoritario del Gritti.

### Dogato e morte

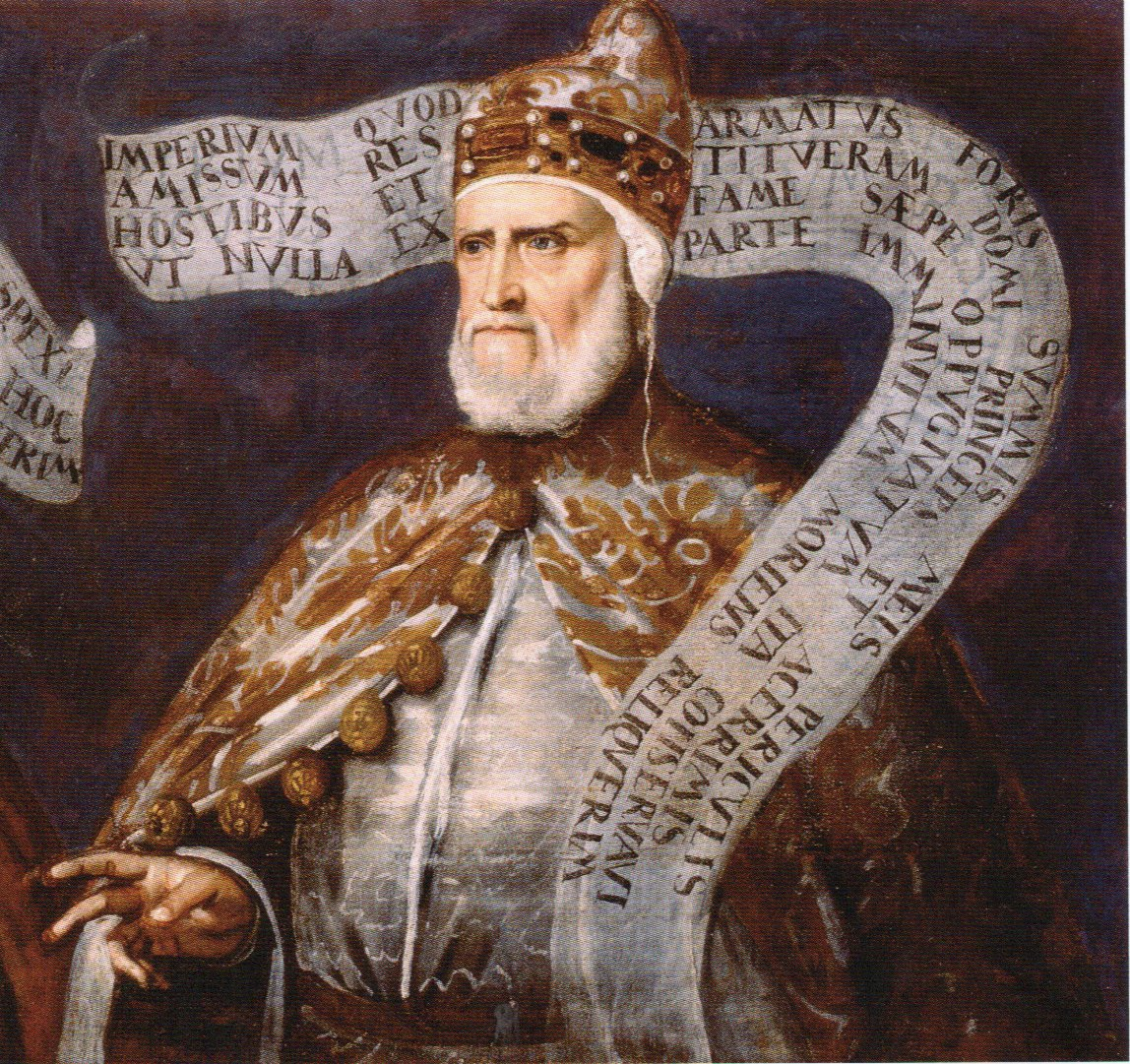
Doge Gritti, Palazzo Ducale

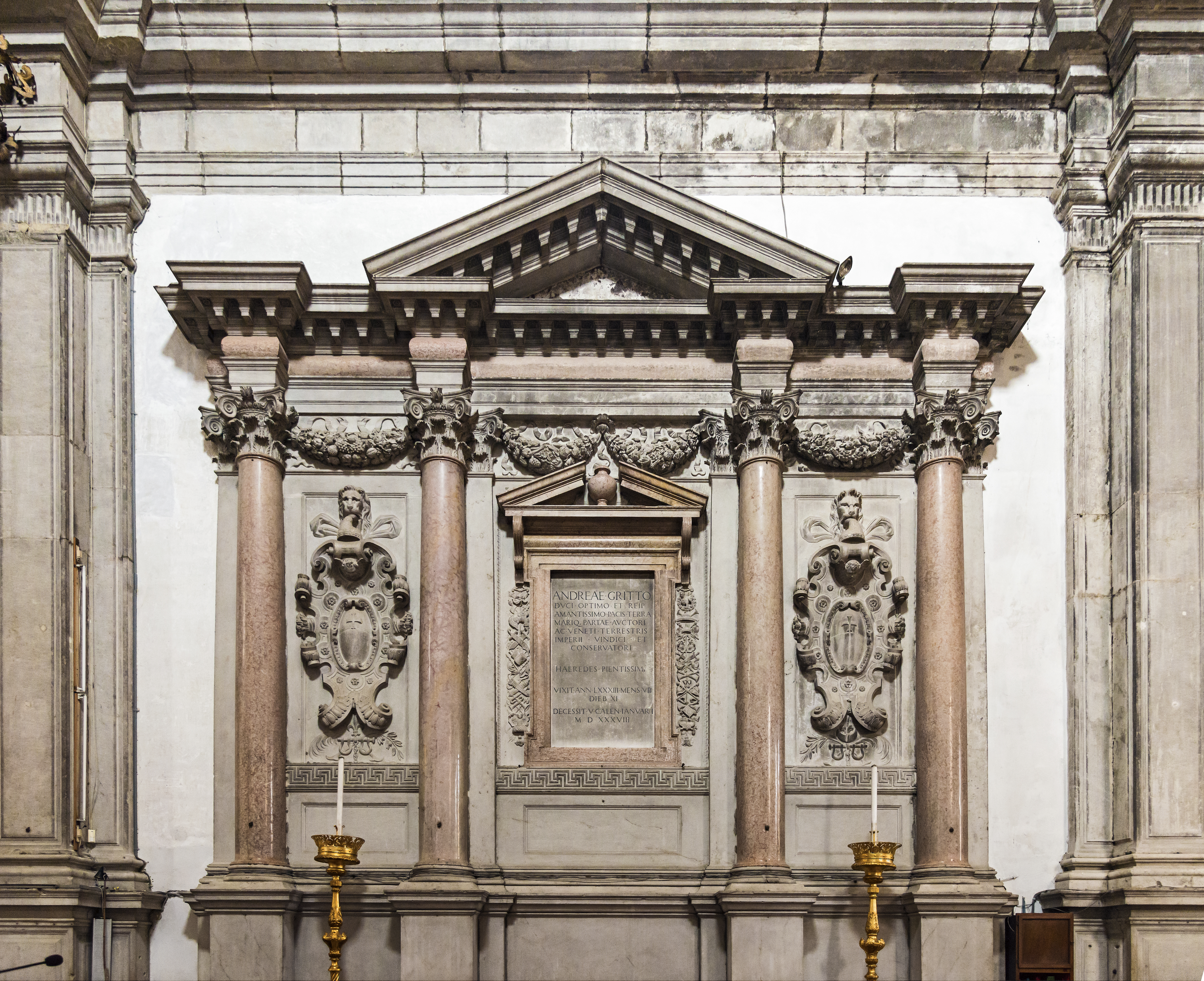
Chiesa di San Francesco della Vigna, sua tomba a Venezia.

Venne eletto Doge della Repubblica di Venezia il 20 maggio 1523. Dopo aver stipulato un trattato con Carlo V, mantenne Venezia neutrale rispetto alle lotte che ancora agitavano l'Italia.
Alla sua morte, avvenuta il 28 dicembre 1538, per cause naturali, venne sepolto nella chiesa di San Francesco della Vigna.
Nella Sala del Maggior Consiglio di Palazzo Ducale il suo ritratto è accompagnato da un cartiglio con una scritta in latino che recita: "Imperium quod armatus foris summis meis periculis amissum restitueram domi princeps et accerrimis hostibus et fame saepe oppugnatum ita conservavi ut nulla ex parte immunutum moriens reliquetim. (Quel dominio perduto che lottando in armi all'esterno, con mio sommo pericolo, avevo recuperato in qualità di principe conservai alla patria. Sebbene oppresso di frequente da acerrimi nemici e dalla carestia, morendo lasciai lo stato non meno florido in alcuna parte.).